# Teiche
Christianseck - Teiche is een plaats in de Duitse gemeente Bad Berleburg, deelstaat Noordrijn-Westfalen, en telt 12 inwoners (2008).